# Anthophora fuliginosa
Anthophora fuliginosa là một loài Hymenoptera trong họ Apidae. Loài này được Morawitz mô tả khoa học năm 1894.